# Замок Красицьких
Красичи́нський замок (пол. Zamek w Krasiczynie) був збудований у місті Красичин Перемишльської землі Руського воєводства І Речі Посполитої, тепер Підкарпатського воєводства Польщі. Розміщений на віддалі 10 км від Перемишля.

Красичин над рікою Сян (літографія Наполеона Орди)

## Історія
Замок у Красичині належить до найвишуканіших ренесансних ансамблів на теренах сучасної Польщі. Наприкінці XIV століття тут існувало дерев'яне укріплення з мурованою надбранною вежею. Від родини матері його успадкував Станіслав Красицький (бл.1540—1602, перемиський каштелян), який близько 1580 року розпочав зводити на його місці мурований замок з мурованими стінами, чотирма наріжними чотириярусними вежами-бастеями, двоярусною житловою будівлею біля старої мурованої брами. Кардинальну перебудову замку на резиденцію «palazzo in fortezza» провів його син — каштелян львівський, воєвода подільський Мартин Красицький (1574—1631). За життя Красицького перебудову проводив італійський архітектор Ґалеаццо Апп'яні, який одночасно проводив перебудову замку у Перемишлі. Було розширено житлову будівлю, перед якою звели галерею. У східному пряслі муру облаштували нову замкову браму у Годинниковій вежі, а перед старою вимурували лоджію з куполом. Усі бійниці було замінено вікнами. Замкові мури зовні і з сторони двору прикрасив декор у стилі сграфіто площею 7000 м² із зображеннями святих, римських імператорів, королів, Красицьких, сцен полювання. Перебудовані бастеї було завершено тематичними аттиками — Папська у формі папської корони, Королівська — королівської, Шляхетська — звичний атик, Божа з каплицею завершувалась куполом. Вони мали символізувати ієрархію влади — Бога, Костел, монархію, шляхту. Замок обвели земляними бастіонними фортифікаціями з 20 гарматами і численним гарнізоном. Рів заводнювали водою з Сяну. Міські мури Красичина були примурованими до мурів замку.
Мартин Красицький не мав спадкоємців і замок 1642 року перейшов до його племінника, каштеляна перемиського Костянтина Красицького, який мав великі борги і занедбав палац. З 1682 року замок перейшов до Юрія та Олександра Красицьких, на яких вигасла чоловіча лінія роду. 1724 року замок перебував у власності підстолія литовського, генерала подільської землі Яна Тарла, який провів його ремонт. Через політичні погляди Яна Тарла замок у 1726 році пограбувало та сплюндрувало російське військо, зруйнувавши Папську вежу. Замок більше не повернувся до давньої величі. Тарло до своєї смерті частково відновив будівлі замку, який 1751 року перейшов до Людвіки Потоцької з Мнішеків (пом. 1785). Вона продовжила відновлення замку, під час якого затинькували сграфіто на мурах.
Надалі замок переходив з рук до рук, поки 1835 року. його не купив князь Леон Людвік Сапега, перетворивши на родову резиденцію. Він відновив парк, де на честь народження синів садили дуби, дівчаток липи. Архітектор з Відня Вільгельм Енгерт провів реставрацію приміщень палацу, який вигорів 1852 року. Задля проведення відновлення замку Сапеги зайшли у великі борги. Реставрація мала на меті відновити зовнішній вигляд замку із зриттям залишків валів та закопуванням ровів, а декорування приміщень проводили заново. Відбудову призупинила перша світова війна, коли було пошкоджено дахи, лоджію. З вересня 1939 по червень 1941 року у замку знаходилася військова частина Червоної армії. За цей час було повністю знищено декор приміщень, вивезено всі меблі, сплюндровано родинні каплицю, гробівець. Нова реставрація зовнішніх мурів замку, розпочата 1963 року й триває донині за державні та приватні кошти. Відновити старий декор та умеблювання приміщень було визнано за неможливе.

## Світлини

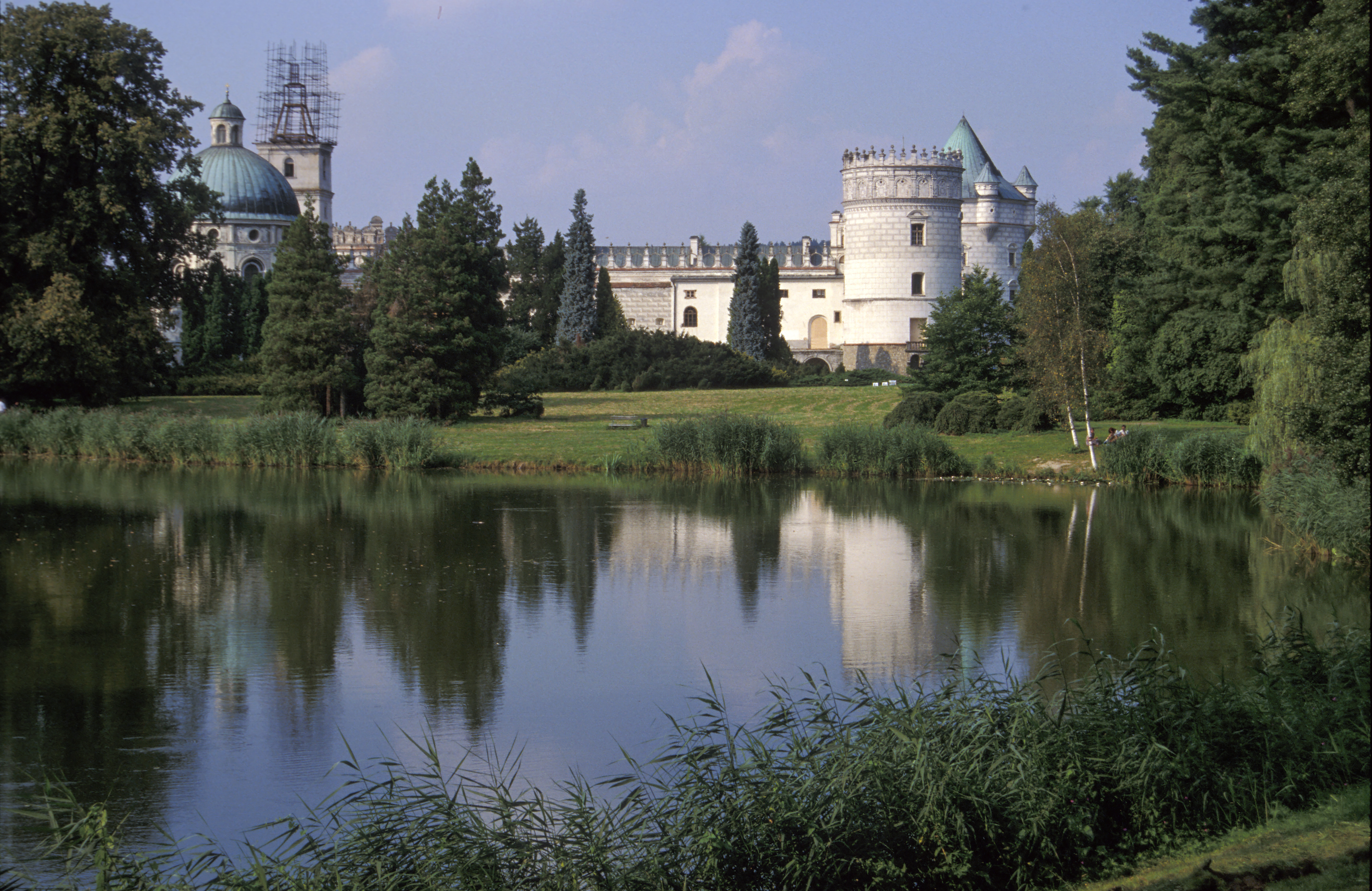
Замок
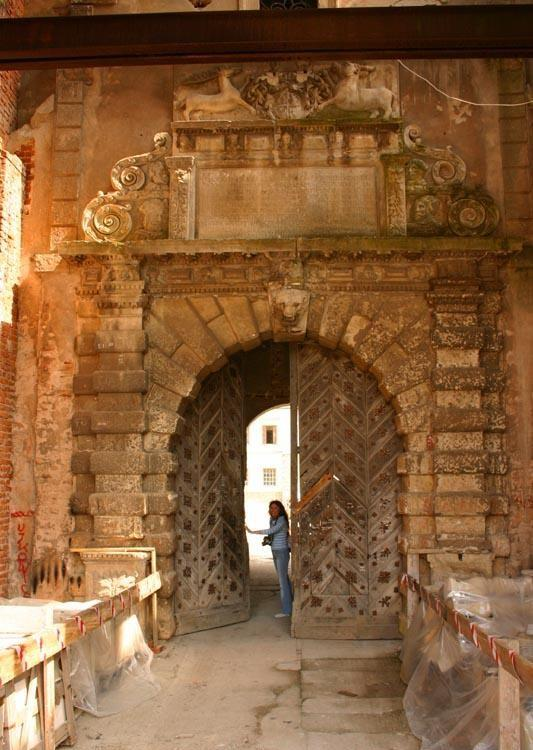
Ренесансний портал
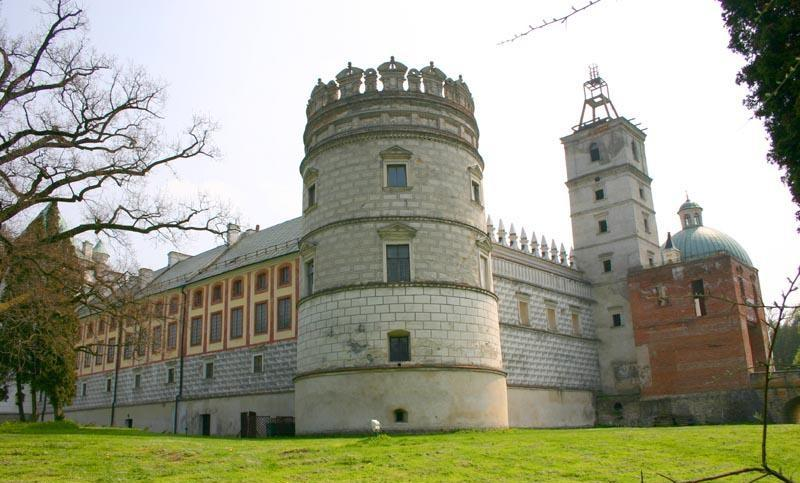
Вежа Папська
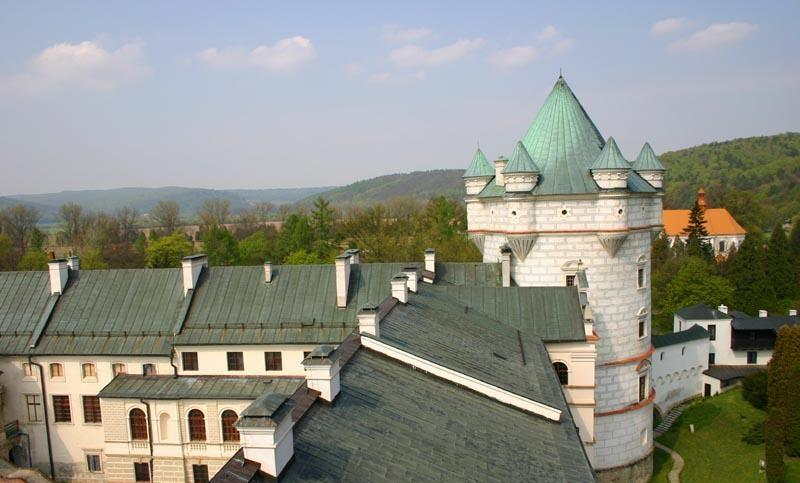
Вежа Королівська
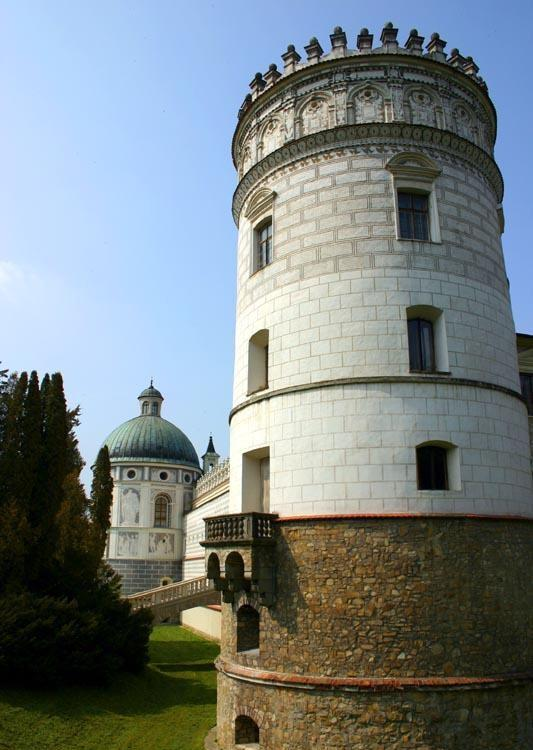
Вежа Шляхетська
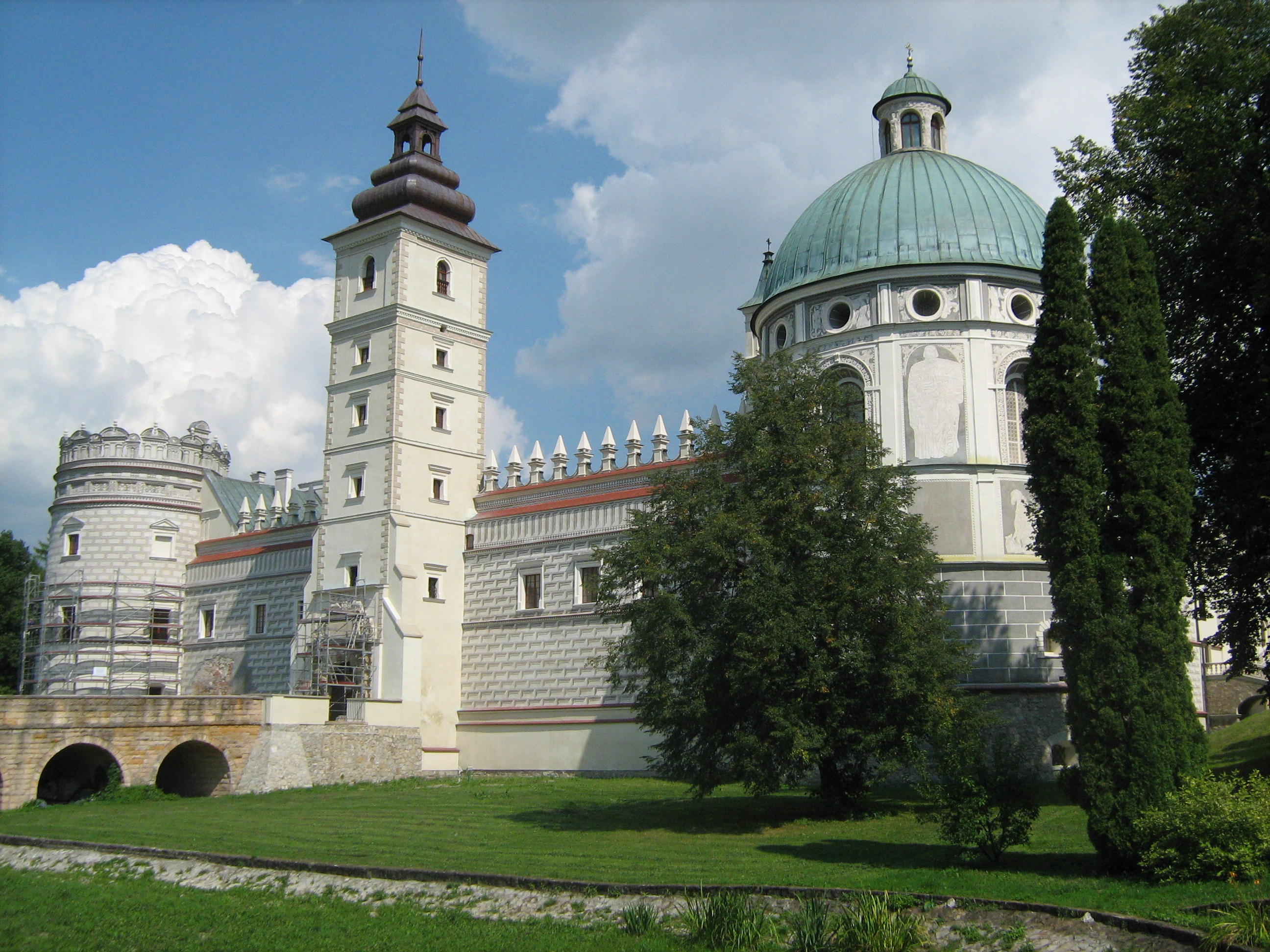
Божа вежа з сграфіто
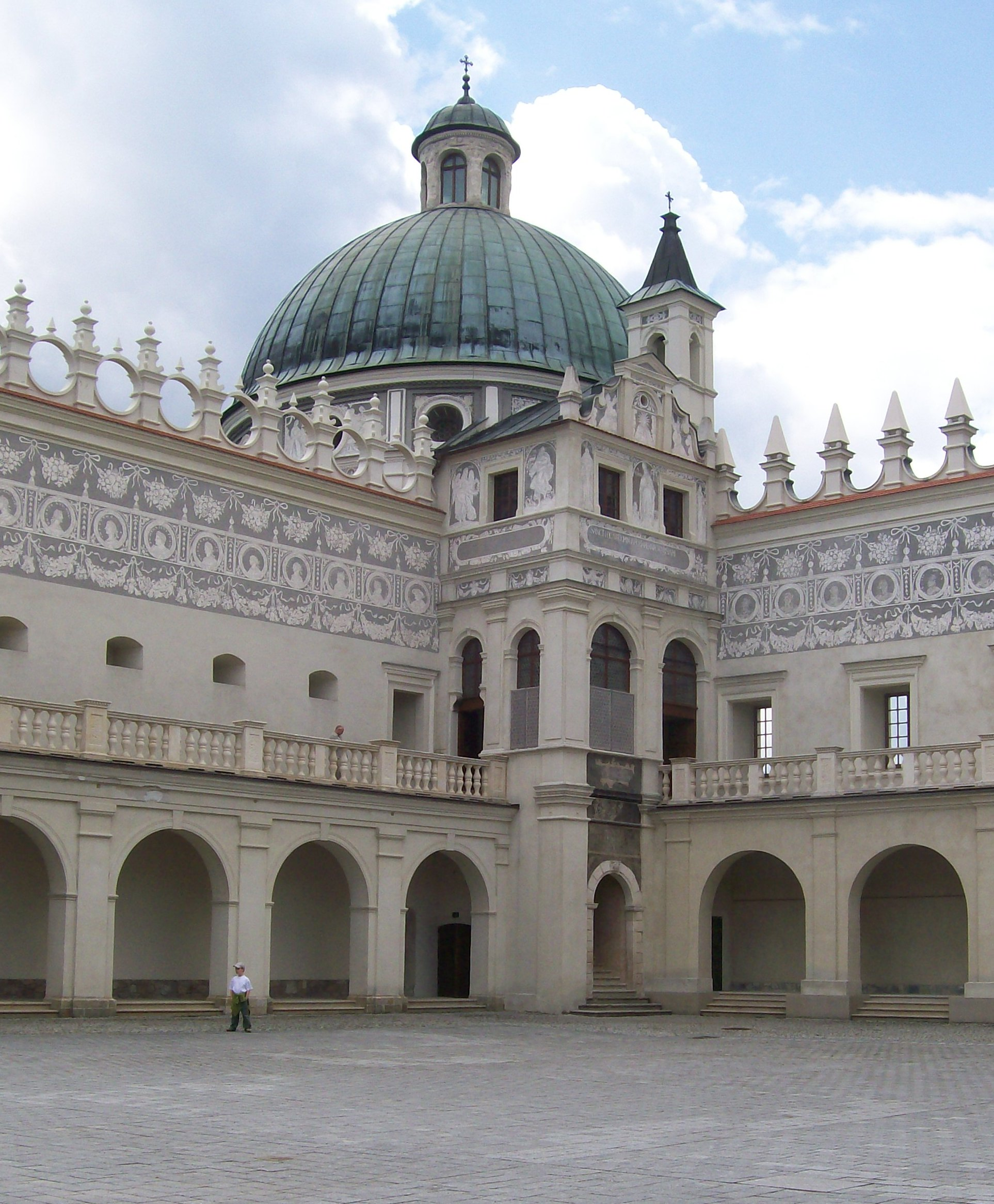
Фрагмент двору з сграфіто
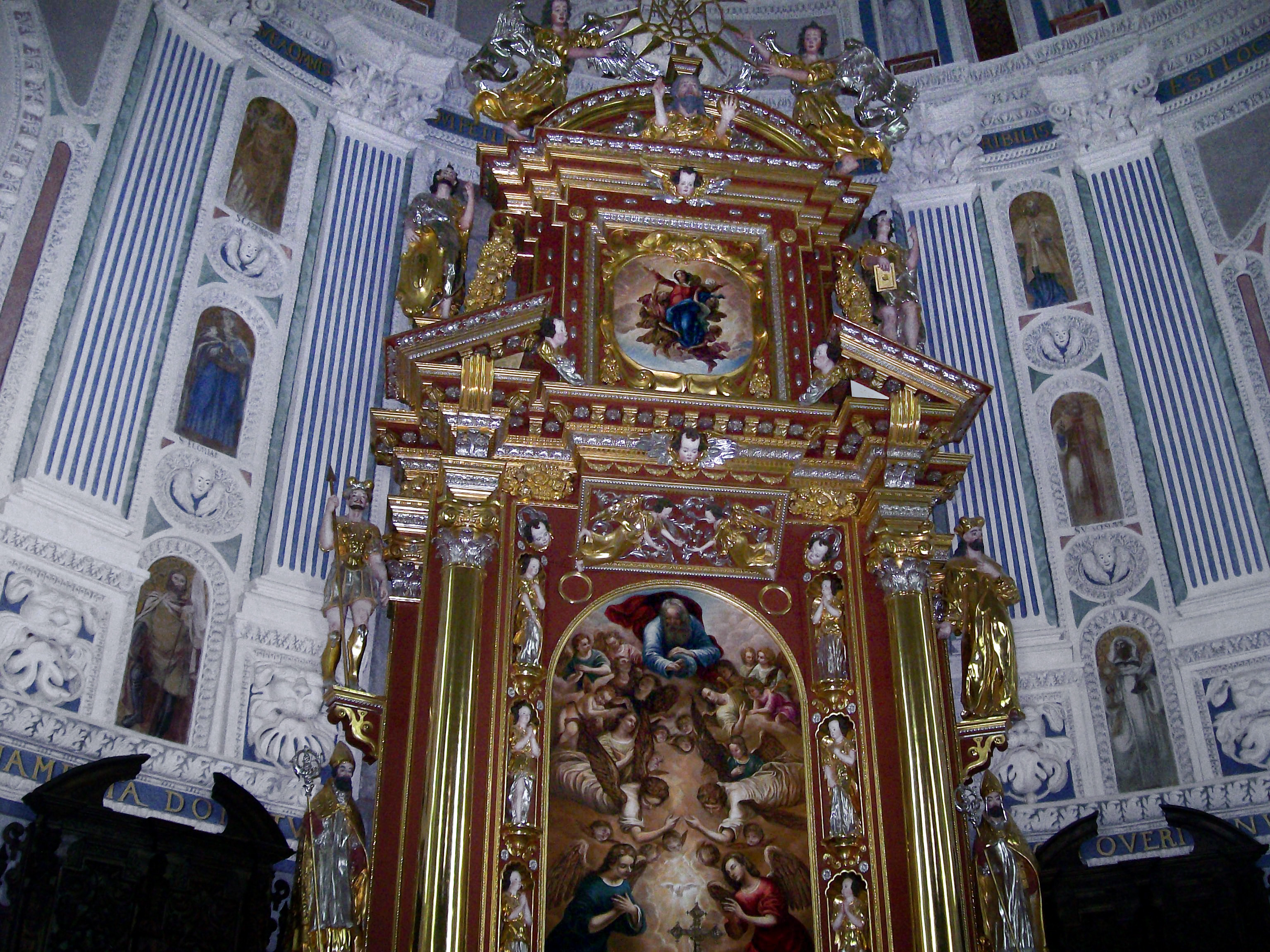
Вівтар замкової каплиці
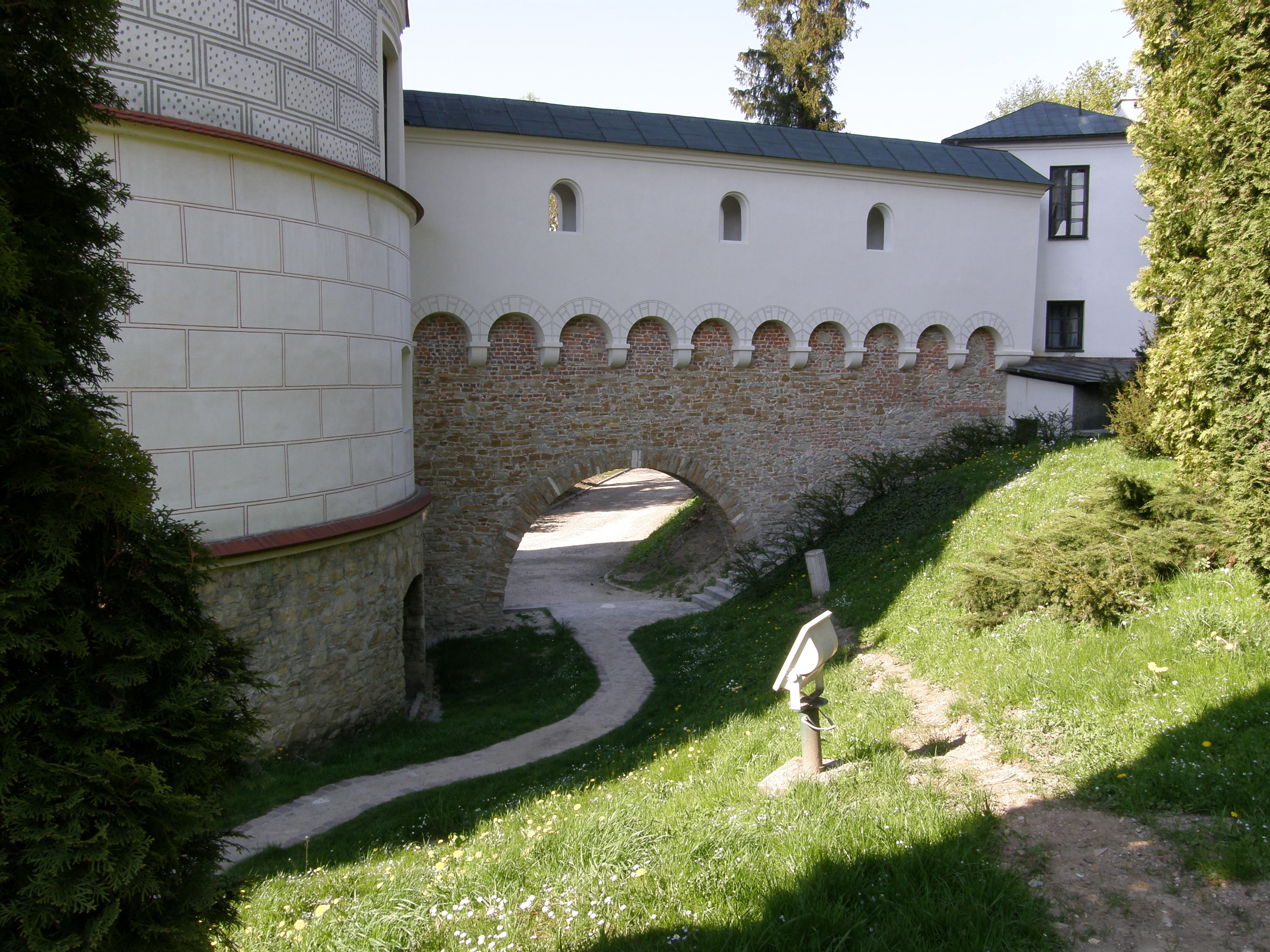
Рештки міського муру